# Rosso Fiorentino

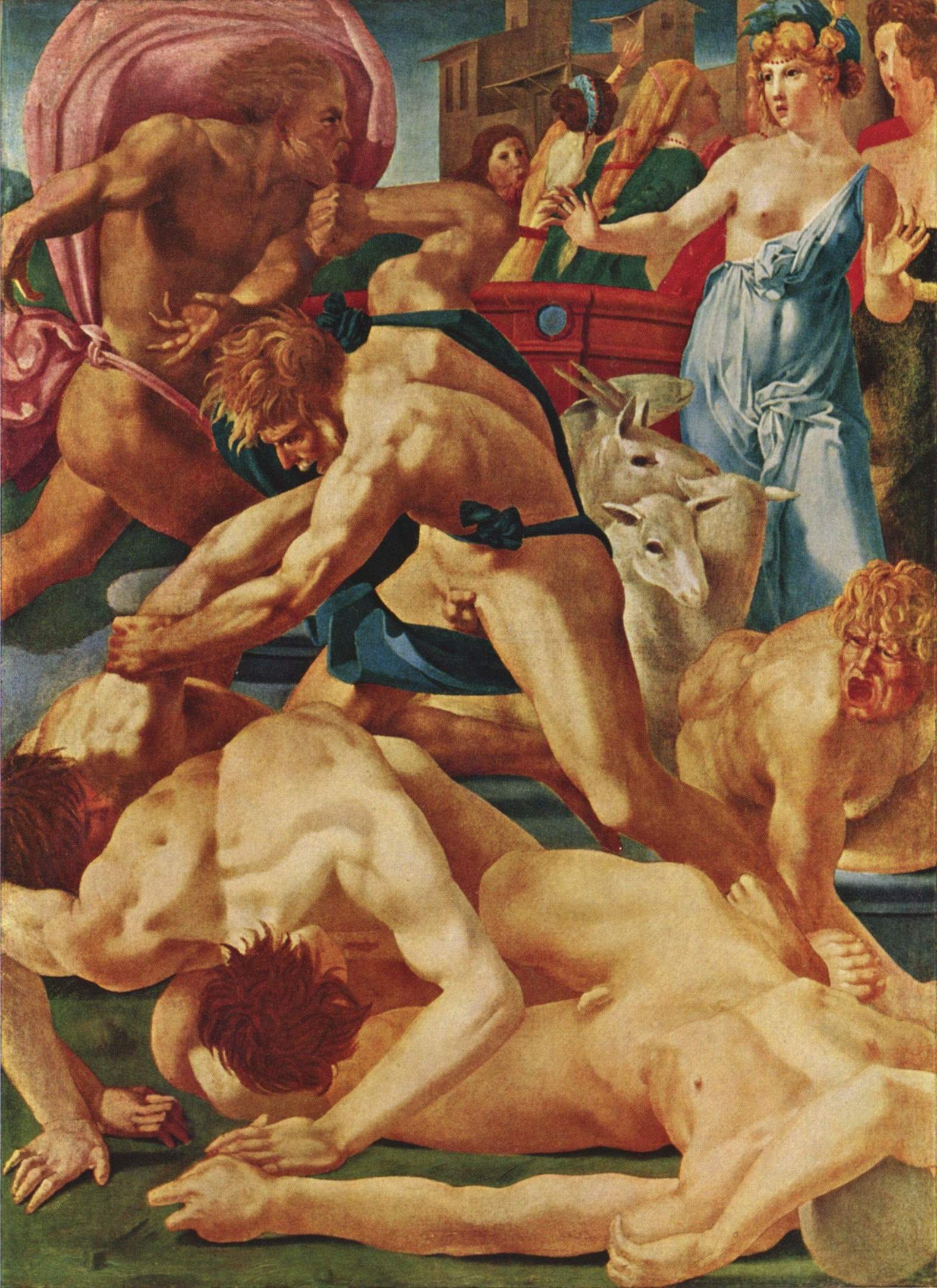
Moses verteidigt die Töchter Jethros von Rosso Fiorentino (um 1523) in der Galleria degli Uffizi, Florenz

Rosso Fiorentino (* 8. März 1495 in Florenz; † 14. November 1540 in Paris; eigentlicher Name Giovan Battista di Jacopo) war ein italienischer Maler des Manierismus.

## Leben und Werk

### Florenz und Rom
Über die Anfänge Rossos als Maler gibt es nur wenige gesicherte Daten. Eine der wichtigsten zeitgenössischen Quellen über ihn ist das 1550 erstmals erschienene Buch Le Vite de’ più eccellenti architetti, pittori et scultori italiani von Giorgio Vasari. Dieser ordnet ihn keinem der möglichen Lehrmeister zu, da seine Werke denen potentieller Lehrer widersprächen. Wahrscheinlich wurde er zusammen mit Pontormo von Andrea del Sarto ausgebildet. Am 26. Februar 1516 wurde Rosso Fiorentino Mitglied der Malerzunft von Florenz.
Der Künstlername Rosso Fiorentino bezieht sich auf die roten Haare des Künstlers.
Eins seiner ersten gesicherten Werke stammt aus dem Jahr 1517, eine Auferstehung, die noch stark an del Sarto und Pontormo orientiert ist und die Handschrift Rossos noch nicht erkennen lässt. Die Entwürfe für ein Altarbild Madonna mit Kind und Heiligen für das Hospital S. Maria Nuova in Florenz befremdeten seine Auftraggeber, denen die Heiligen eher wie Teufel vorkamen. Auch die Heiligen, die Madonna und Kind in der schließlich ausgeführten Fassung umgeben, entsprechen nicht einer überkommenen Norm. Johannes der Täufer, das übliche haarige Gewand mit einer blauen Seidenschleife gegürtet, ist in leichte, weißseidene und rosafarbenen Gewänder gekleidet. Er wird einem ausgemergelten, vergeistigten Hieronymus gegenübergestellt, dessen überlange Gliedmaßen und zartgliedrige Hände graziös in Szene gesetzt sind. 1521 hielt sich Rosso in Volterra auf.

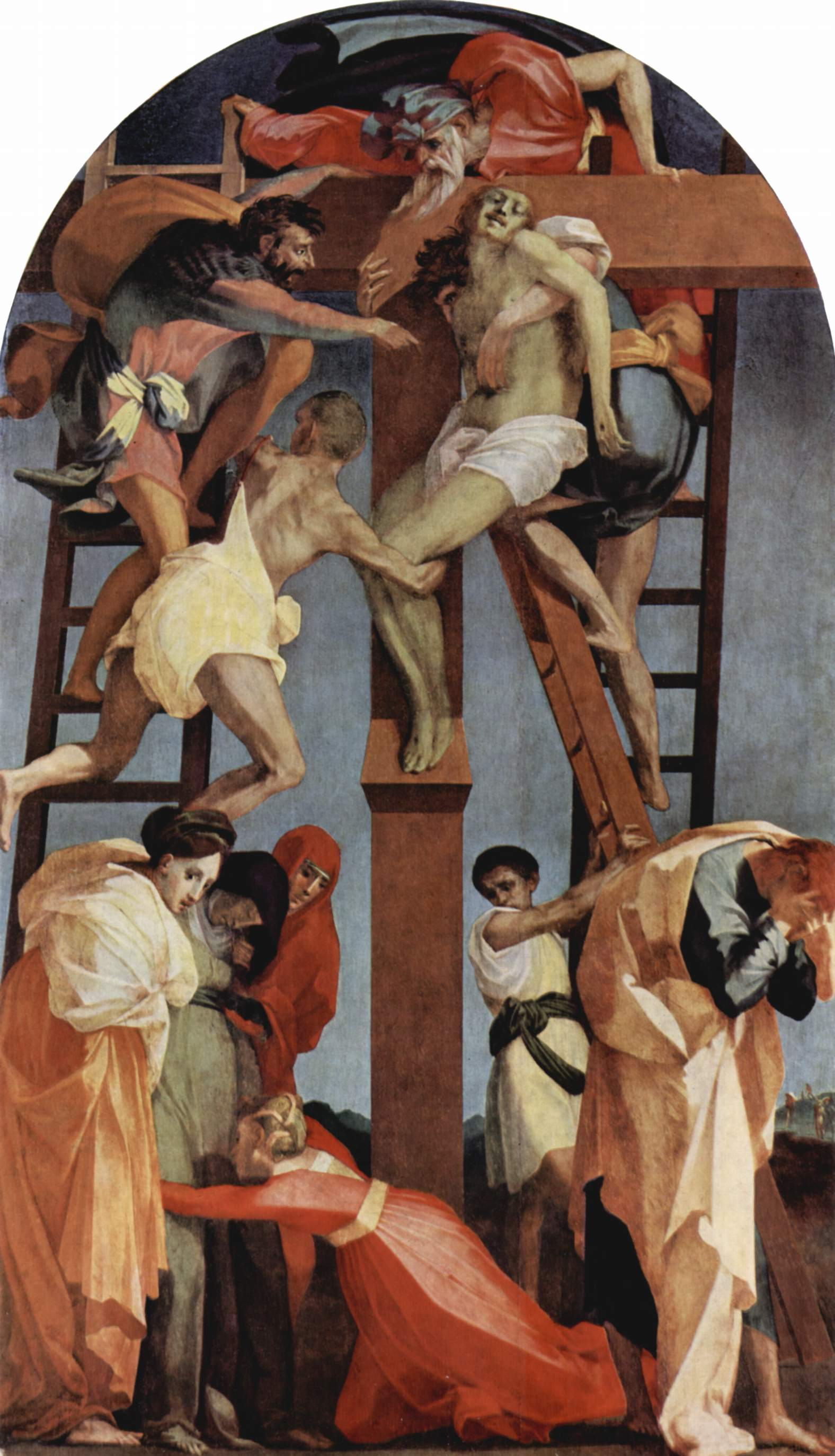
Rosso Fiorentino. Kreuzabnahme. 1521. 375 × 196 cm. Dom von Volterra

Von starker Theatralik ist seine Kreuzabnahme für die dortige Kathedrale, sowohl was die obere, erregt um den Leichnam Christi kreisende Gruppe betrifft als auch die um das Kreuz versammelte Gruppe von sechs Personen, bei denen er alle Abstufungen von Trauer und Schmerz durchspielt. In der leuchtenden Farbigkeit dieser Bilder zeigt sich noch Rossos Nähe zu Pontormo.
Im folgenden Jahr ging er nach Arezzo und 1523 nach Rom, wo er bis 1527 tätig war. Rosso war beeindruckt durch Michelangelo, dessen Werke er studierte und die ihre Spuren in seinen Bildern hinterlassen haben. Das Bild Moses und die Töchter des Jethro von 1523 ist ohne Michelangelos Aktdarstellungen nicht denkbar. Das Gleiche gilt für das für Kardinal Lorenzo Tornabuoni gemalte Bild Der tote Christus mit den fackeltragenden Engeln, das auch Ergebnisse von Rossos Antikenstudium zeigt. Durch den Sacco di Roma im Jahr 1527 verlor Rosso Werkstatt, Vermögen und Auftraggeber. Wie viele seiner Kollegen verließ er die Stadt, um sich neue Mäzene im nördlichen Italien zu suchen, so in Città di Castello, Perugia, Borgo Sansepolcro, Arezzo und Venedig.

### Fontainebleau
1530 reiste er auf Einladung des Königs an den Hof Franz I. in Fontainebleau, den er 1531 erreichte. Dort war er in den nächsten zehn Jahren bis zu seinem Tod tätig. Er hatte den Status eines Hofmalers und wurde 1532 mit dem Amt eines Kanonikus an der Sainte Chapelle ausgezeichnet. Rosso verließ Frankreich nicht mehr.
Der König hatte das mittelalterliche Schloss umbauen und erweitern lassen. Bei der Ankunft Rossos war der Bau fertiggestellt, und Rosso wurde mit der Innenausstattung beauftragt. Sein Hauptwerk ist die Galerie, die erste dieser Art in einem französischen Schloss. Der langgestreckte Raum ist mit Bildern und weißer Stuckplastik ausgestattet, die einem komplexen und schwer zu deutendem Programm folgen. Typisch für den Manierismus in Fontainebleau ist die Verknüpfung von Malerei, Skulptur, farbintensiven Ornamenten, Holzschnitzereien und Rollwerk, von Historiengemälden und mythologischen Bildern.
1532 rief Franz I. den bei Giulio Romano in Mantua tätig gewesenen Maler Primaticcio nach Fontainebleau, der eng mit Rosso zusammenarbeitete und nach dessen Tod die Arbeiten an der Innenausstattung fortsetzte.
Rosso und Primaticcio gelten als Begründer der Ersten Schule von Fontainebleau und machten diese zum Zentrum des Manierismus nördlich der Alpen.

## Graphik
Rosso pflegte seine Gemälde in Zeichnungen vorzubereiten, von denen aber nur noch wenige erhalten sind. Seine Werke wurden durch Stiche von Cherubino Alberti, Gian Giacomo Caraglio, René Boyvin und anderen verbreitet. Der Begriff Schule von Fontainebleau wurde zum ersten Mal 1818 verwendet, um die graphische Produktion aus Fontainebleau, deren Blätter häufig nicht signiert sind, zu kennzeichnen und zusammenzufassen.

## Einflüsse
Als einflussreich für die Kunst Rosso Fiorentinos nennt die Literatur Werke von Andrea del Sarto, Fra Bartolommeo, Michelangelo Buonarroti und Albrecht Dürer.

## Werke

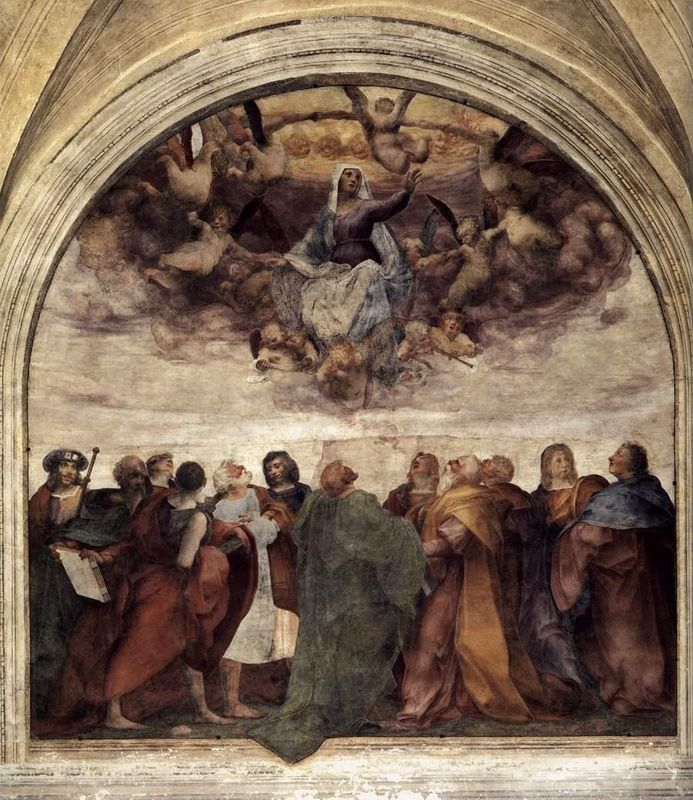

- Himmelfahrt Mariä, 1517, Florenz, Santissima Annunziata
- Madonna mit vier Heiligen, 1518, Florenz, Galleria degli Uffizi
- Kreuzabnahme Christi, 1521, Volterra, Pinacoteca Communale
- Madonna mit zwei Heiligen, 1521, Villamagna, Chiesa Parrocchiale
- Madonna mit zehn Heiligen, 1522, Florenz, Palazzo Pitti
- Moses verteidigt die Töchter Jethros, Florenz, 1523, Galleria degli Uffizi
- Verlobung Mariä, 1523, Florenz, S. Lorenzo
- Der Sündenfall, 1524, Rom, S. Maria della Pace
- Erschaffung Evas, 1524, Rom, S. Maria della Pace
- Christus mit Engeln, 1524–1527, Boston, Museum of Fine Arts
- Kreuzabnahme Christi, 1528, Sansepolcro, S. Lorenzo
- Verklärung Christi, 1528, Sansepolcro, S. Lorenzo
- Dom von Città di Castello
- Leda mit dem Schwan, 1530, London, Royal Academy
- Pietà, 1537–1540, Paris, Musée National du Louvre
- Die Nymphe von Fontainebleau, Stich von Pierre Milan und René Boyvin nach Rosso Fiorentino, um 1545 metmuseum.org
- Musizierender Engel, 1521–1524, Florenz, Galleria degli Uffizi